# Campionati mondiali di curling doppio misto
I Campionati mondiali di curling doppio misto (WMDCC) sono una competizione di curling nella specialità doppio misto che si svolge annualmente, di solito in aprile, tra squadre nazionali associate alla World Curling Federation. Il primo campionato ufficiale si svolse nel 2008, a Vierumäki, in Finlandia.

## Modalità di partecipazione
Dalla sua istituzione nel 2008 fino al 2019, il Campionato mondiale di curling doppio misto si è svolto con un criterio di partecipazione libera. In questo periodo, qualsiasi nazione membro della World Curling poteva iscrivere una squadra al torneo, senza dover superare fasi di qualificazione preliminari. Questo approccio aperto ha contribuito a una crescente partecipazione internazionale, culminando con l'edizione del 2019, che ha visto la presenza record di 48 squadre. Tale edizione è stata l'ultima a prevedere la partecipazione libera.
A partire dal 2020, il formato del campionato è stato modificato per limitare il numero delle squadre partecipanti a 20. Secondo il nuovo regolamento, i posti sono assegnati come segue: le prime 16 nazioni classificate nell’edizione precedente ottengono l’accesso diretto, mentre le restanti 4 posizioni vengono assegnate attraverso un torneo di qualificazione denominato World Mixed Doubles Qualification Event. La prima edizione di questo torneo si è svolta nel dicembre 2019 a Howwood, in Scozia. L’evento è aperto a tutte le nazioni affiliate alla WCF che non si siano già qualificate al campionato principale.

## Albo d'oro
| Anno | Luogo                      | Oro                                                  | Argento                                      | Bronzo                                        |
| ---- | -------------------------- | ---------------------------------------------------- | -------------------------------------------- | --------------------------------------------- |
| 2008 | Vierumäki dettagli         | Svizzera Irene Schori Toni Müller                    | Finlandia Anne Malmi Jussi Uusipaavalniemi   | Svezia Marie Persson Göran Carlsson           |
| 2009 | Cortina d'Ampezzo dettagli | Svizzera Irene Schori Toni Müller                    | Ungheria Ildiko Szekeres György Nagy         | Canada Allison Nimik Sean Grassie             |
| 2010 | Čeljabinsk dettagli        | Russia Yana Nekrosova Petr Dron                      | Nuova Zelanda Bridget Becker Sean Becker     | Cina Yue Sun Zhipeng Zhang                    |
| 2011 | Saint Paul dettagli        | Svizzera Alina Pätz Sven Michel                      | Russia Alina Kovaleva Alexey Tselousov       | Francia Pauline Jeanneret Amaury Pernette     |
| 2012 | Erzurum dettagli           | Svizzera Nadine Lehmann Martin Rios                  | Svezia Camilla Johansson Per Noréen          | Austria Claudia Toth Christian Roth           |
| 2013 | Fredericton dettagli       | Ungheria Dorottya Palancsa Zsolt Kiss                | Svezia Elisabeth Norredahl Fredrik Hallström | Rep. Ceca Zuzana Hájková Tomas Paul           |
| 2014 | Dumfries dettagli          | Svizzera Michelle Gribi Reto Gribi                   | Svezia Camilla Johansson Per Noréen          | Spagna Irantzu Garcia Vez Sergio Vez Labrador |
| 2015 | Soči dettagli              | Ungheria Dorottya Palancsa Zsolt Kiss                | Svezia Camilla Johansson Per Noréen          | Norvegia Kristin Skaslien Magnus Nedregotten  |
| 2016 | Karlstad dettagli          | Russia Anastasia Bryzgalova Alexander Krushelnitskiy | Cina Wang Rui Ba Dexin                       | Stati Uniti Tabitha Peterson Joe Polo         |
| 2017 | Lethbridge dettagli        | Svizzera Jenny Perret Martin Rios                    | Canada Joanne Courtney Reid Carruthers       | Cina Wang Rui Ba Dexin                        |
| 2018 | Östersund dettagli         | Svizzera Michèle Jäggi Sven Michel                   | Russia Maria Komarova Daniil Goriachev       | Canada Laura Crocker Kirk Muyres              |
| 2019 | Stavanger dettagli         | Svezia Anna Hasselborg Oskar Eriksson                | Canada Jocelyn Peterman Brett Gallant        | Stati Uniti Cory Christensen John Shuster     |
| 2020 | Kelowna dettagli           | Non disputati                                        | Non disputati                                | Non disputati                                 |
| 2021 | Aberdeen dettagli          | Scozia Jennifer Dodds Bruce Mouat                    | Norvegia Kristin Skaslien Magnus Nedregotten | Svezia Almida de Val Oskar Eriksson           |
| 2022 | Ginevra dettagli           | Scozia Eve Muirhead Bobby Lammie                     | Svizzera Alina Pätz Sven Michel              | Germania Pia-Lisa Schöll Klaudius Harsch      |
| 2023 | Gangneung dettagli         | Stati Uniti Cory Thiesse Korey Dropkin               | Giappone Chiaki Matsumura Yasumasa Tanida    | Norvegia Martine Rønning Mathias Brænden      |
| 2024 | Östersund dettagli         | Svezia Isabella Wranå Rasmus Wranå                   | Estonia Marie Kaldvee Harri Lill             | Norvegia Kristin Skaslien Magnus Nedregotten  |
| 2025 | Fredericton dettagli       | Italia Stefania Constantini Amos Mosaner             | Scozia Jennifer Dodds Bruce Mouat            | Australia Tahli Gill Dean Hewitt              |

## Atleti più vincenti e premiati
Atleti più vincenti:
- :  Toni Müller,  Zsolt Kiss,  Sven Michel
- :  Irene Schori,  Dorottya Palancsa

Atleti più premiati:
- :  Per Noréen ,  Magnus Nedregotten ,  Sven Michel
- :  Camilla Johansson , Kristin Skaslien

## Medagliere
| Posizione | Nazione       | Oro | Argento | Bronzo | Totale |
| --------- | ------------- | --- | ------- | ------ | ------ |
| 1         | Svizzera      | 7   | 1       | 0      | 8      |
| 2         | Svezia        | 2   | 4       | 2      | 8      |
| 3         | Russia        | 2   | 2       | 0      | 4      |
| 4         | Ungheria      | 2   | 1       | 0      | 3      |
| 4         | Scozia        | 2   | 1       | 0      | 3      |
| 6         | Stati Uniti   | 1   | 0       | 2      | 3      |
| 7         | Italia        | 1   | 0       | 0      | 1      |
| 8         | Canada        | 0   | 2       | 2      | 4      |
| 9         | Norvegia      | 0   | 1       | 3      | 4      |
| 10        | Cina          | 0   | 1       | 2      | 3      |
| 11        | Estonia       | 0   | 1       | 0      | 1      |
| 11        | Finlandia     | 0   | 1       | 0      | 1      |
| 11        | Giappone      | 0   | 1       | 0      | 1      |
| 11        | Nuova Zelanda | 0   | 1       | 0      | 1      |
| 15        | Australia     | 0   | 0       | 1      | 1      |
| 15        | Austria       | 0   | 0       | 1      | 1      |
| 15        | Rep. Ceca     | 0   | 0       | 1      | 1      |
| 15        | Francia       | 0   | 0       | 1      | 1      |
| 15        | Germania      | 0   | 0       | 1      | 1      |
| 15        | Spagna        | 0   | 0       | 1      | 1      |